# Irish Open 1955
Die Irish Open 1955 waren die 42. Austragung dieser internationalen Meisterschaften von Irland im Badminton. Sie fanden in Dublin statt.

## Finalresultate
| Disziplin    | Sieger                  | Finalist                        | Ergebnis           |
| ------------ | ----------------------- | ------------------------------- | ------------------ |
| Herreneinzel | Tony Jordan             | John D. McColl                  | 10–15, 15–13, 15–4 |
| Dameneinzel  | Iris Cooley             | Sheila Moore                    | 11–1, 11–1         |
| Herrendoppel | Warwick Shute John Best | Tony Jordan John D. McColl      | 15–6, 15–10        |
| Damendoppel  | Iris Cooley June White  | Elisabeth Nicholls Audrey Stone | 15–11, 15–10       |
| Mixed        | Tony Jordan June White  | John D. McColl Audrey Stone     | 15–3, 15–10        |